# Курай (Астраханская область)
Курай — упразднённый посёлок в Наримановском районе Астраханской области России. Входил в состав Волжского сельсовета. Исключен из учётных данных в 1997 г.

## География
Посёлок располагался на юго-западе Астраханской области, в песках Гюн, на границе с Калмыкией, в 70 км (по прямой) к западу-юго-западу от села Волжское, центра сельского поселения.
Климат умеренный, резко континентальный. Характеризуется высокими температурами летом и низкими — зимой, малым количеством осадков, а также большими годовыми и летними суточными амплитудами температуры воздуха.

## История
В 1969 г. Указом Президиума ВС РСФСР посёлок фермы № 5 совхоза «Приволжский» переименован в Курай. Исключен из учётных данных законом Астраханского облсобрания от 29 декабря 1997 года № 39.